# Petaurus
Phalangers volants
Pour les autres espèces de marsupiaux planeurs, voir Grand phalanger volant et Acrobate pygmée.
Genre
Répartition géographique
Petaurus est un genre de petits mammifères de la famille des Pétauridés, appelés plus communément phalangers volants. En effet, ces petits marsupiaux arboricoles ont la particularité de pouvoir planer grâce à un repli de peau situé entre leurs pattes avant et arrière, le patagium.

## Liste des espèces
Selon BioLib (22 juin 2025) :
- Petaurus abidi Ziegler, 1981 – le Planeur nordique ; en anglais : Northern glider
- Petaurus ariel (J. Gould, 1842) - en anglais : Savannah glider
- Petaurus australis G. K. Shaw, 1791 - le Phalanger volant d'Australie ; en anglais : Yellow-bellied glider
- Petaurus biacensis Ulmer, 1940 - en anglais : Biak glider
- Petaurus breviceps (G. R. Waterhouse, 1838) - le Phalanger volant à queue courte ; en anglais : Sugar glider
- Petaurus gracilis  (de Vis, 1883) - en anglais : Mahogany glider
- Petaurus norfolcensis (Kerr, 1792) - le Planeur de l'île Norfolk ;  en anglais : Squirrel glider
- Petaurus notatus W. C. H. Peters, 1859 - en anglais : Krefft's glider
- Petaurus papuanus O. Thomas, 1888

## Description
Ce sont des animaux nocturnes de petite taille (environ quarante centimètres, queue comprise) munis d'une membrane de peau tendue entre poignets et chevilles. Ils utilisent cette membrane pour planer d'arbre en arbre, en sautant puis en déployant leurs quatre membres. Ils sont ainsi capables de planer sur une centaine de mètres.
Ils ont aussi de grands yeux orientés vers l'avant, une tête courte et pointue et une longue queue plate qui leur sert de gouvernail lorsqu'ils planent.

## Alimentation
Ils sont tous omnivores, et se nourrissent de la sève des arbres, de gommes, de pollens, de miellat et d'insectes.

## Mode de vie
En dehors du Petaurus australis et du Petaurus breviceps, la plupart sont des animaux solitaires.